# Irene Manzi
Irene Manzi (Macerata, 16 agosto 1977) è una politica italiana, dal 13 ottobre 2022 deputata alla Camera per il Partito Democratico, dopo essere stata dal 2013 al 2018.

## Biografia
Nata a Macerata, dov'è cresciuta e si è laureata in giurisprudenza con una tesi in storia delle costituzioni moderne all'Università di Macerata; si è sempre occupata di cultura, aderendo al Partito Democratico (PD) fin dalle origini. Dopo una candidatura di servizio e alle elezioni regionali, dal 2010 al 2013 è stata vicesindaca e assessora alla cultura e al turismo nella giunta comunale di Macerata guidata da Romano Carancini, lavorando alla integrazione dei settori e alla implementazione delle collezioni della pinacoteca comunale.
A dicembre 2012 partecipa alle elezioni primarie "Parlamentarie” del PD per scegliere i candidati al Parlamento alla imminenti elezioni politiche, risultando con 2.260 preferenze la più votata a Macerata, venendo candidata alla Camera dei deputati, tra le liste del PD nella circoscrizione Marche in quinta posizione, risultando eletta deputata. Nella XVII legislatura della Repubblica è stata componente e segretaria della 7ª Commissione Cultura, scienza e istruzione.
Alle elezioni politiche anticipate del 2022 viene ricandidata alla Camera, come capolista del lista Partito Democratico - Italia Democratica e Progressista nel collegio plurinominale Marche - 01, venendo rieletta deputata. Nella XIX legislatura è membro della 7ª Commissione Cultura, scienza e istruzione.
Ad aprile 2023 viene nominata responsabile con delega alla scuola, istruzione, infanzia e povertà educativa nella segreteria nazionale del PD guidata da Elly Schlein.